# 15621 Erikhovland
15621 Erikhovland este un asteroid din centura principală de asteroizi.

## Descriere
15621 Erikhovland este un asteroid din centura principală de asteroizi. A fost descoperit pe 29 aprilie 2000 la Haleakala în cadrul programului NEAT. Asteroidul prezintă o orbită caracterizată de o semiaxă mare de 2,63 ua, o excentricitate de 0,16 și o înclinație de 16,0° în raport cu ecliptica.